# Káptalantóti
Káptalantóti község Veszprém vármegyében, a Tapolcai járásban. A település Szent István király korától egészen az 1950-es megyerendezésig Zala vármegyéhez tartozott.

## Fekvése
Káptalantóti a Balaton-felvidéken, Tapolcától 6 kilométerre helyezkedik el. A kis falut a Tapolcai-medence szélén a Szent György-hegy, a Csobánc, a Gulács és a Tóti-hegy bazalt tanúhegyek ölelik át.

### Megközelítése
Központján két alsóbbrendű út is keresztülhalad: a Badacsonytomajtól idáig vezető 7344-es út – ezen érhető el a 71-es főút felől – és a 73 144-es számú mellékút, amely Nemesgulács felé biztosít közvetlen közúti összeköttetést. Külterületén a falutól északra elhalad a 7313-as út is – ezen közelíthető meg Tapolca és a Káli-medence települései felől –, Ábrahámhegy-Salföld térségével pedig a 7346-es út köti össze a települést.

## Története
Nevéből a Káptalan előtag azzal kapcsolatos, hogy a faluban egykor a győri káptalannak voltak birtokai. A Tóti név eredete valószínűleg nem a szlovák nemzetnévből származik, hanem a délszláv (szlovén-horvát) népcsoporthoz tartozó tót népnévből képződött. A két részből, Felső (később: Káptalan) -tótiból és Alsó (később: Nemes) -tótiból álló falu 1848-ban egyesült, azaz Nemestóti beolvadt Káptalantótiba.
1256-ban még Tothy néven említették egy okiratban. Templomának első említése 1272-ből való, de a középkori épület elpusztult, és nem is épült fel újra.
A 13. században épült román stílusú templomának romjai ma is láthatóak (Sabar-hegyi templomrom).
A falu lakossága a szőlőművelésből élt. A gazdák a Bodóki-hegyen állították fel a bor védőszentje, Szent Orbán szobrát.
Káptalantótit többször felégette a török, lakói a harcok és az adók elől elmenekültek, majd később visszatértek és a község újratelepült.
A ma is álló római katolikus temploma 1765–1773 között épült barokk stílusban, oltárképe 1828-ban készült, amelyen Szent Márton püspököt láthatjuk.

## Közélete

### Polgármesterei
- 1990–1994: Hajducsi Károly (Faluszövetség Káptalantóti)[3]
- 1994–1998: Mészáros Zoltán Csaba (Évgyűrűk Egyesület)[4]
- 1998–2002: Mészáros Zoltán (független)[5]
- 2002–2006: Mészáros Zoltán (független)[6]
- 2006–2010: Istvándi Ferenc (független)[7]
- 2010–2014: Csom Károlyné (független)[8]
- 2014–2019: Csom Károlyné (független)[9]
- 2019–2024: Csom Károlyné (független)[10]
- 2024– : Kiss Anita (független)[1]

## Népessége
A település népességének változása:
| Lakosok száma | 452  | 463  | 472  | 497  | 467  | 493  | 482  |
|               | 2013 | 2014 | 2015 | 2021 | 2022 | 2023 | 2024 |

A 2011-es népszámlálás során a lakosok 93,2%-a magyarnak, 0,4% németnek mondta magát (6,8% nem nyilatkozott; a kettős identitások miatt az végösszeg nagyobb lehet 100%-nál). A vallási megoszlás a következő volt: római katolikus 75,6%, református 2,4%, evangélikus 1,3%, felekezeten kívüli 7% (13,7% nem nyilatkozott).
2022-ben a lakosság 92,3%-a vallotta magát magyarnak, 1,5% németnek, 5,1% egyéb, nem hazai nemzetiségűnek (6,4% nem nyilatkozott; a kettős identitások miatt a végösszeg nagyobb lehet 100%-nál). Vallásuk szerint 41,5% volt római katolikus, 1,7% református, 1,3% ortodox, 1,1% evangélikus, 1,1% egyéb keresztény, 1,3% egyén katolikus, 12,6% felekezeten kívüli (39,2% nem válaszolt).

## Híres személyek
- Itt született 1799-ben Csutor János kanonok.
- Itt született 1899-ben Endresz Alice festőművész.

## Nevezetességei
- Sabar-hegyi templomrom
- A településen áthalad az Országos Kéktúra.
- A Főtéren található Enéh, a magyar ősanya szobra, aki Hunor és Magor anyja volt. Németh Dezső költő faragta egy 200 éves körtefarönkből, közel 3 méter magas.
- Az Önkormányzat épületében 2011-ben nyílt meg a TÓTI GALÉRIA állandó kiállítása.
- Liliomkerti piac

## Galéria

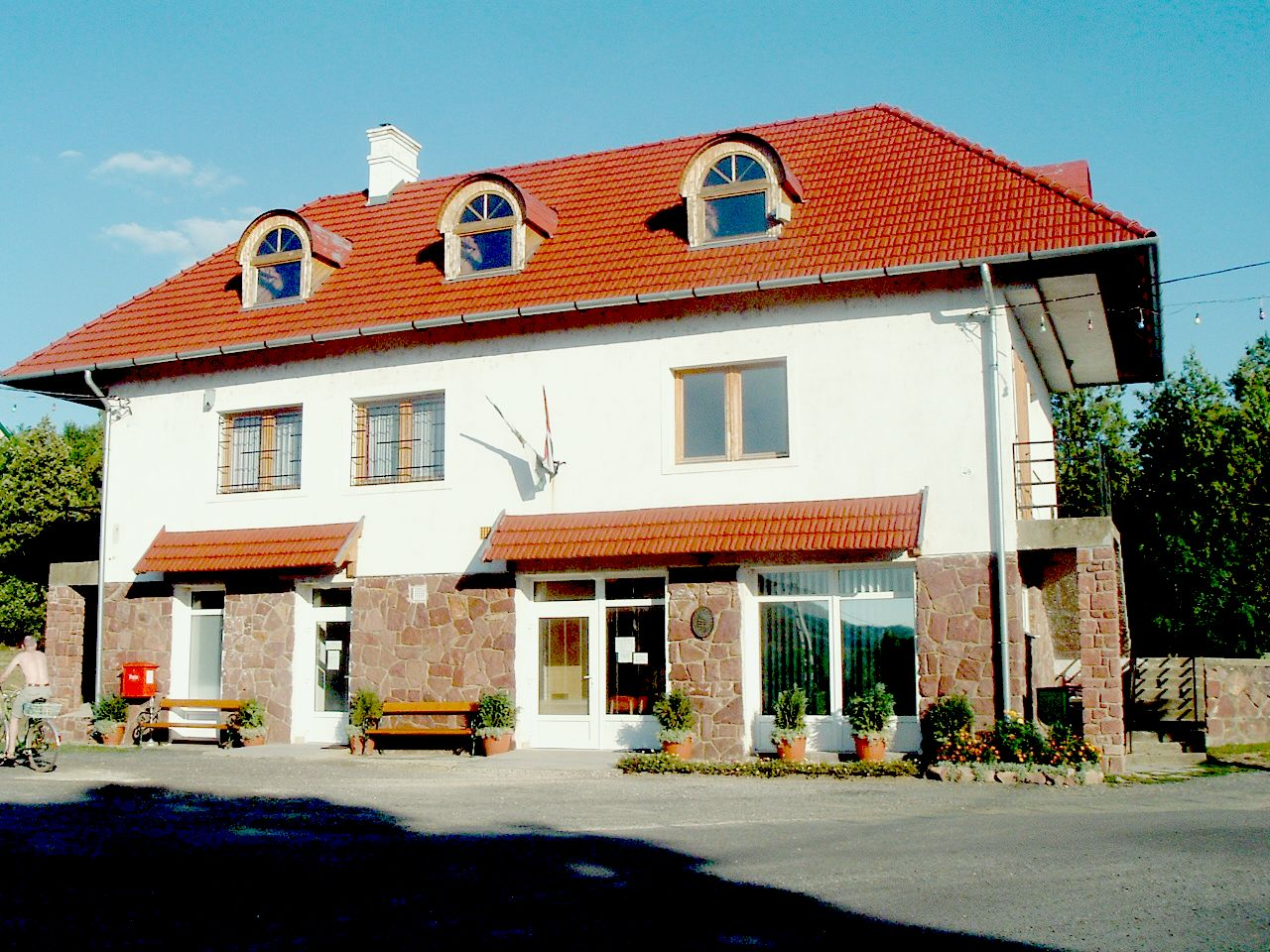
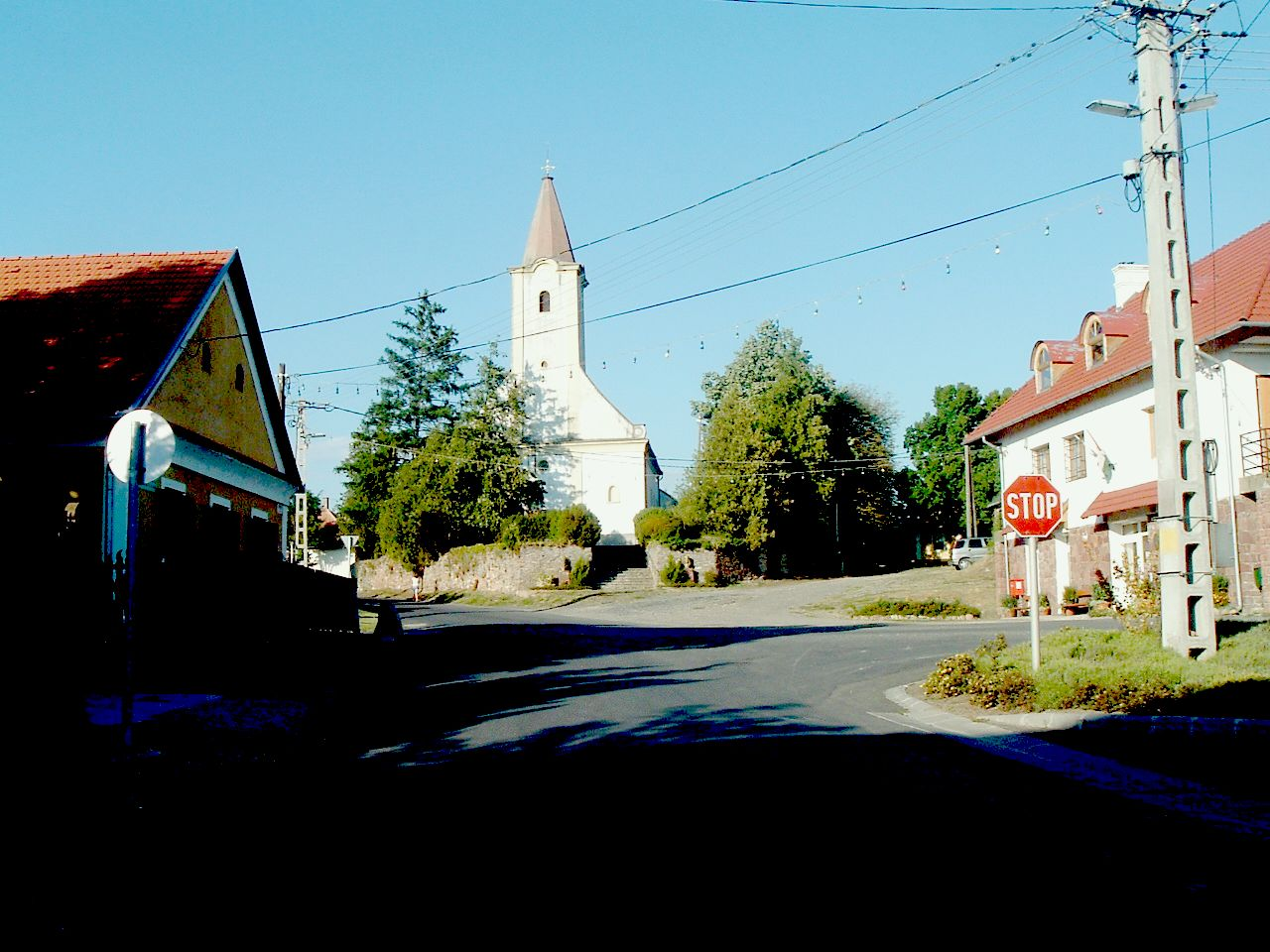
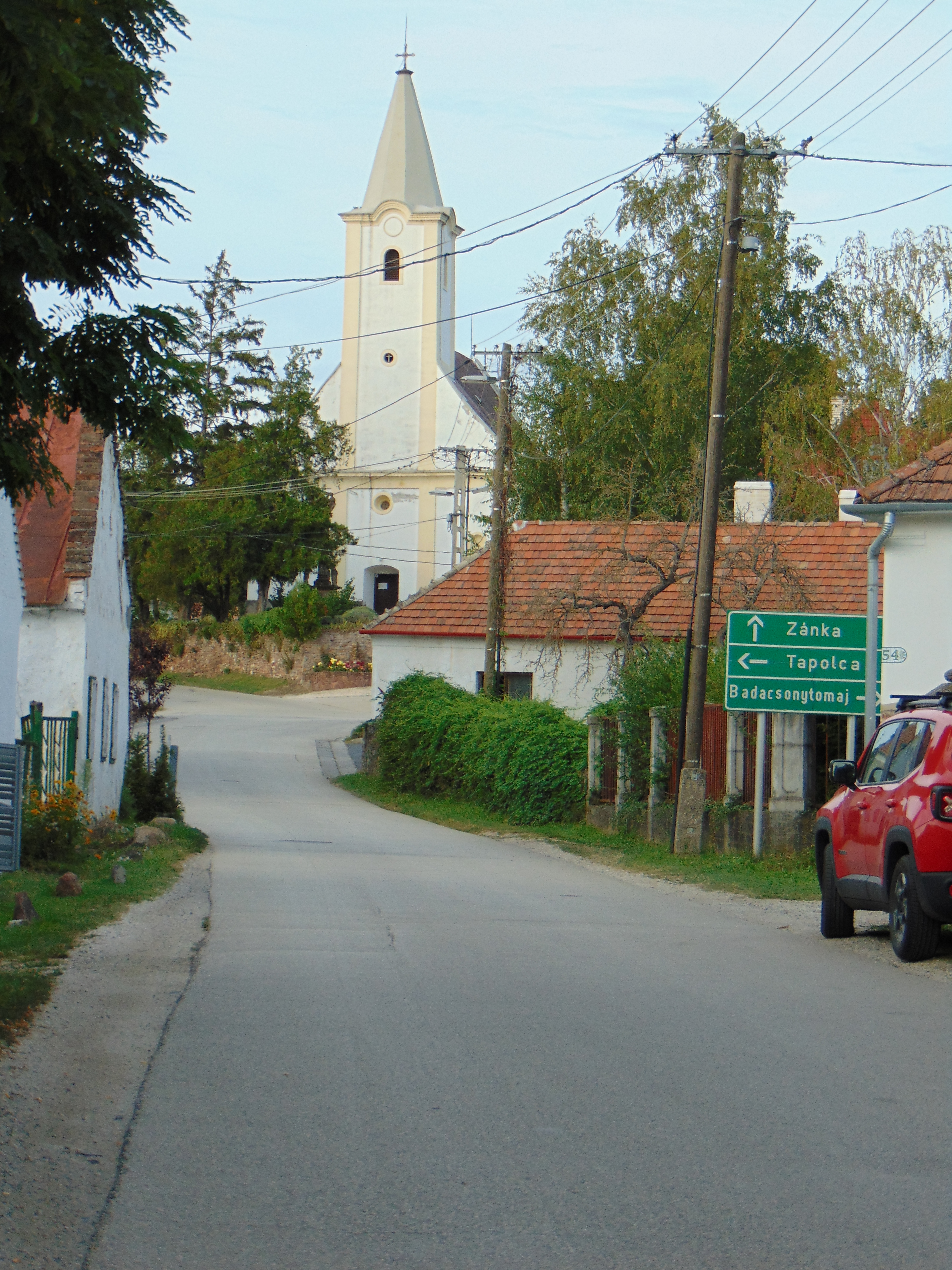
A 7344-es és 73 144-es utak találkozása az azt előjelző KRESZ-táblával a község központjában
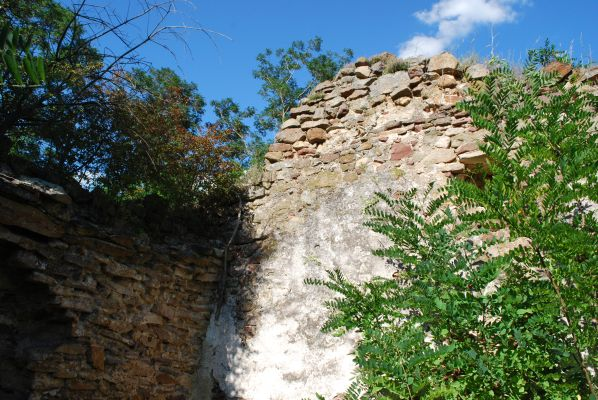
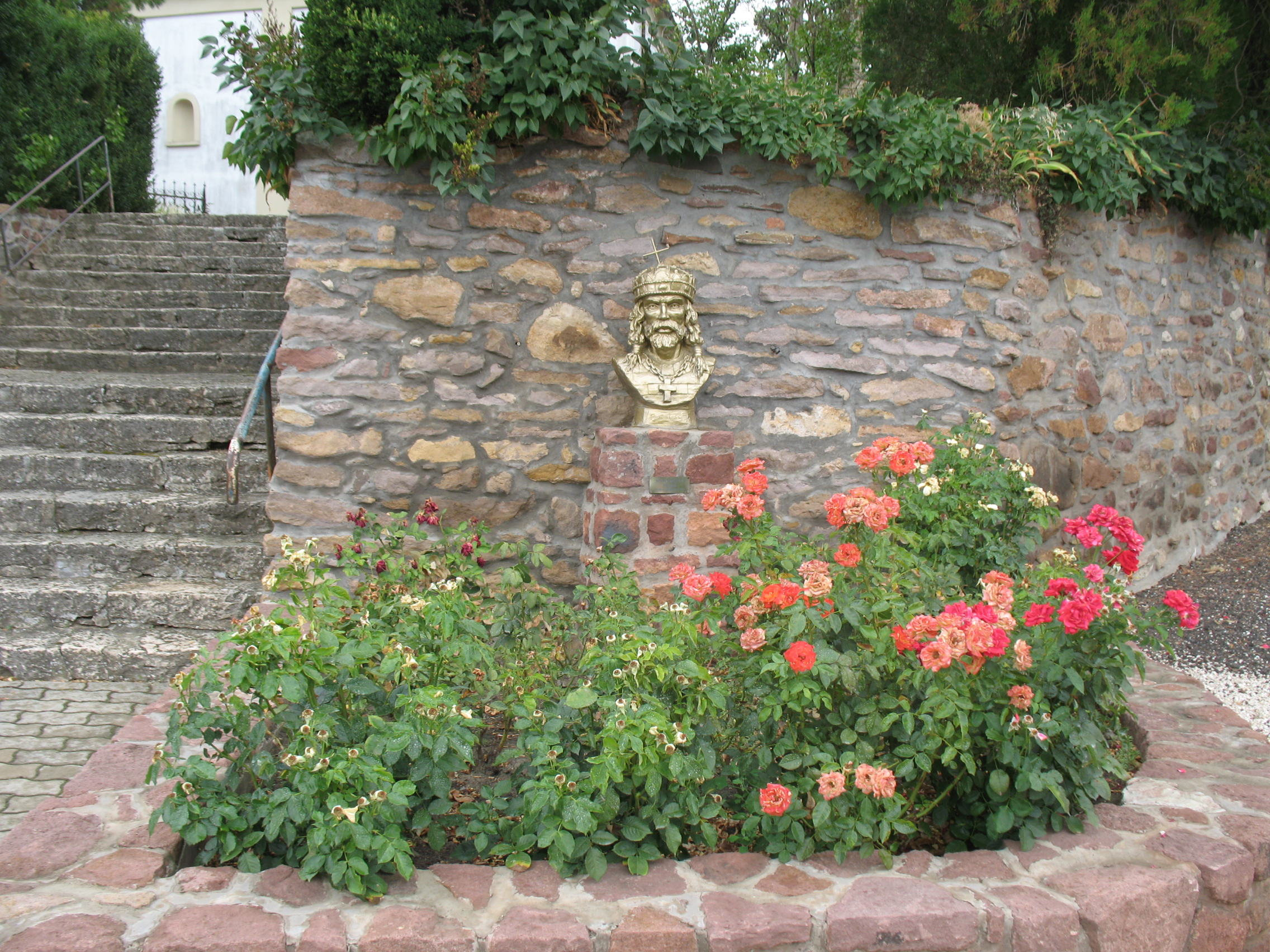
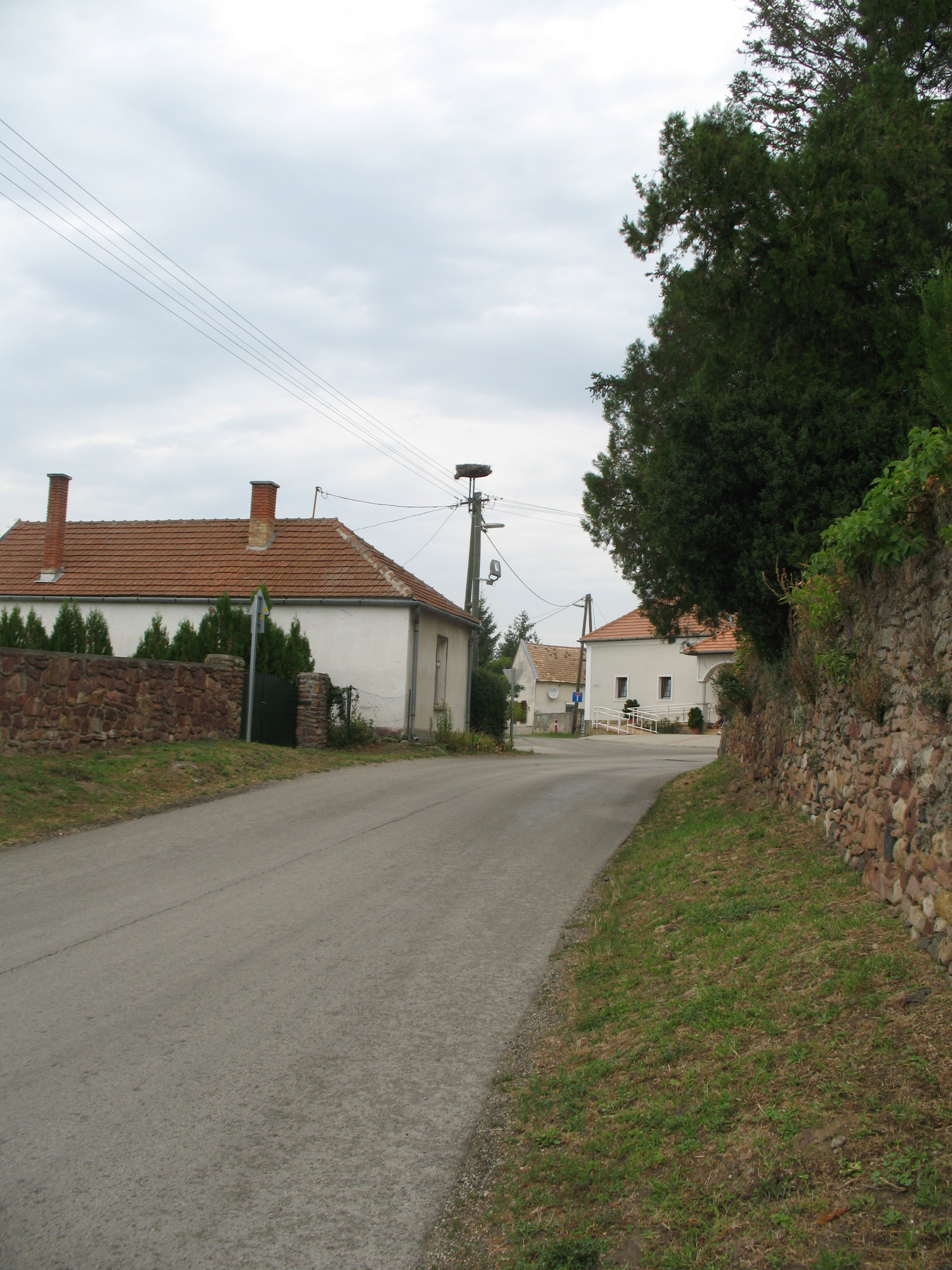
Fehér gólya fészke a településen
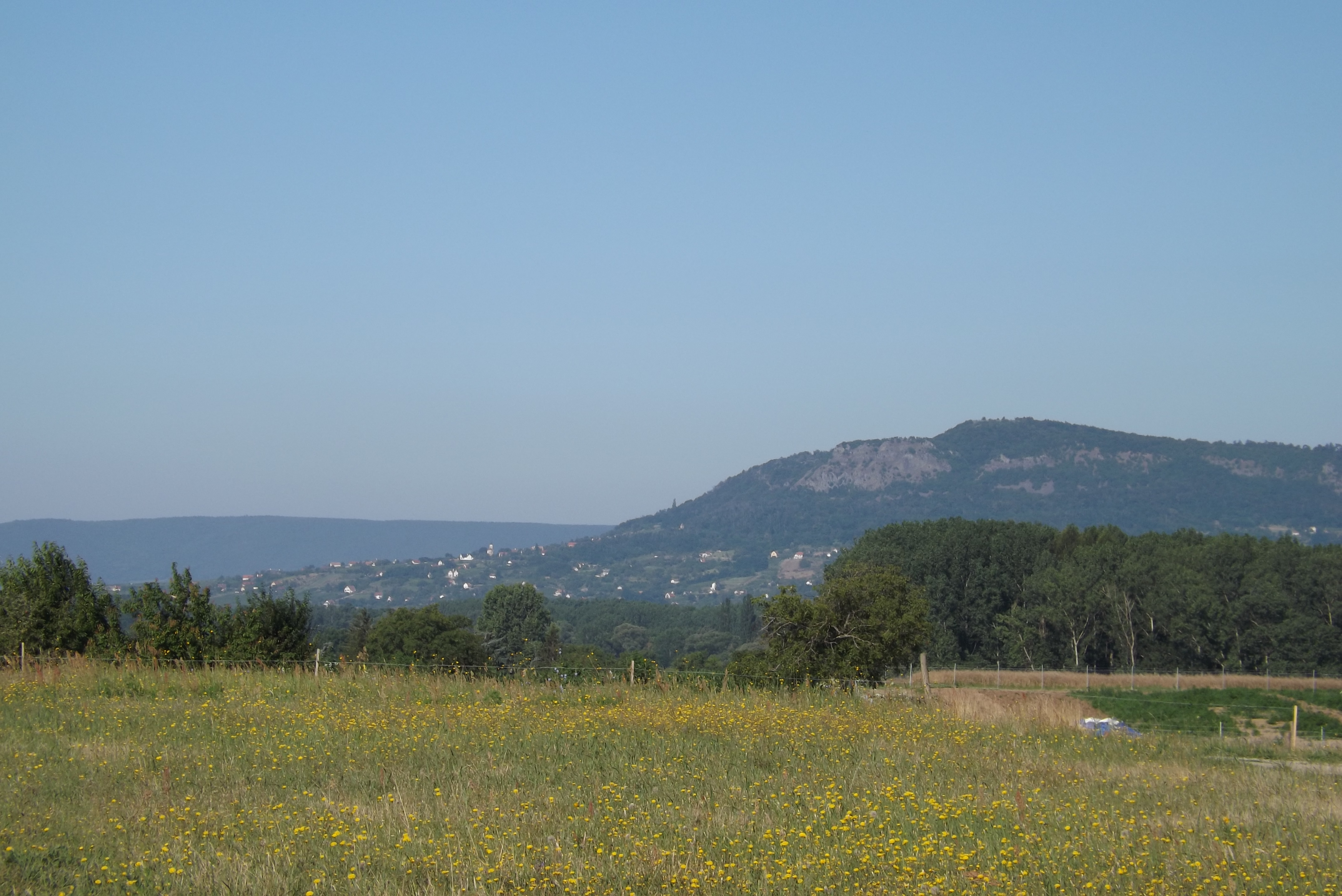
Látkép Káptalantóti fölül
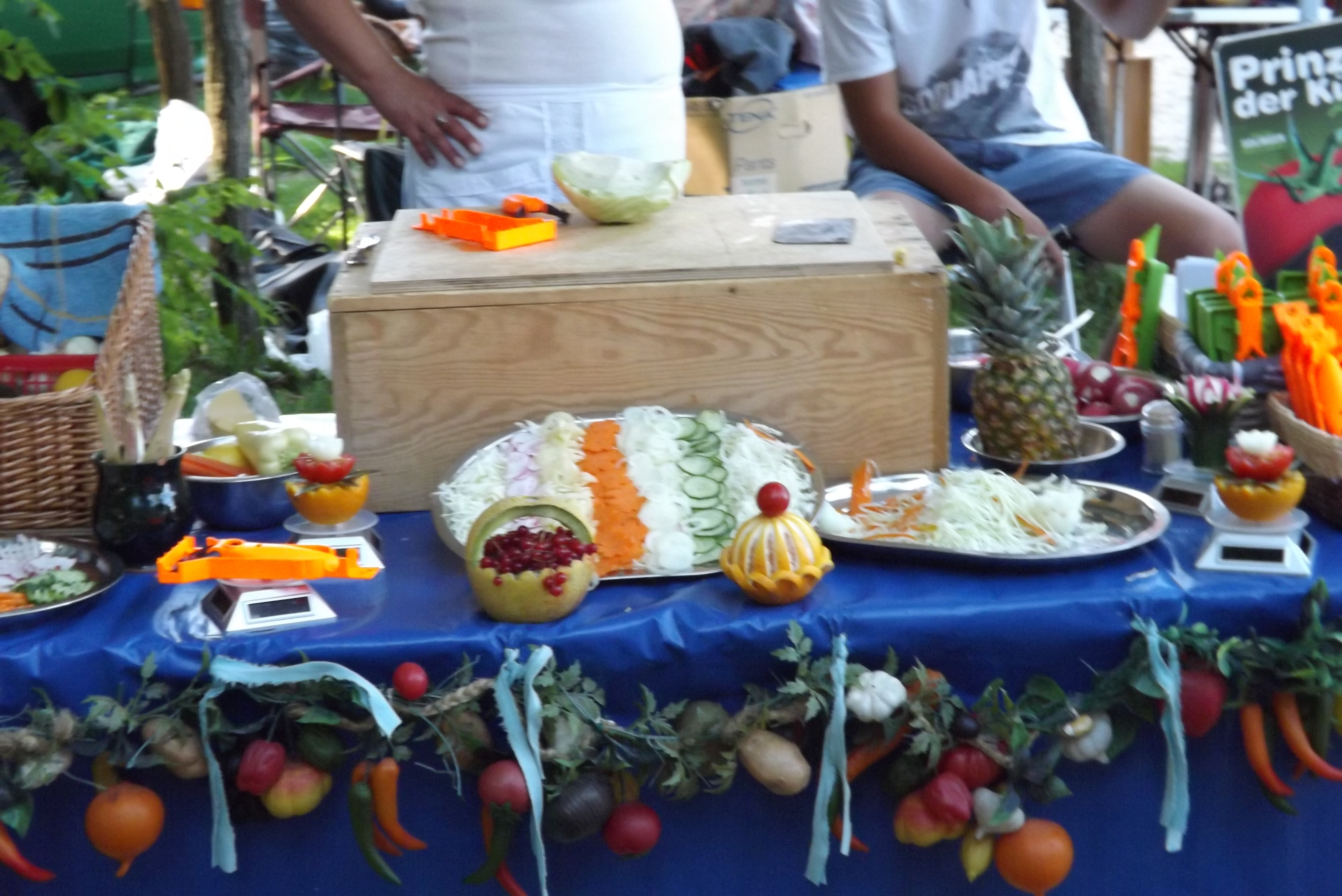
Termelői piac
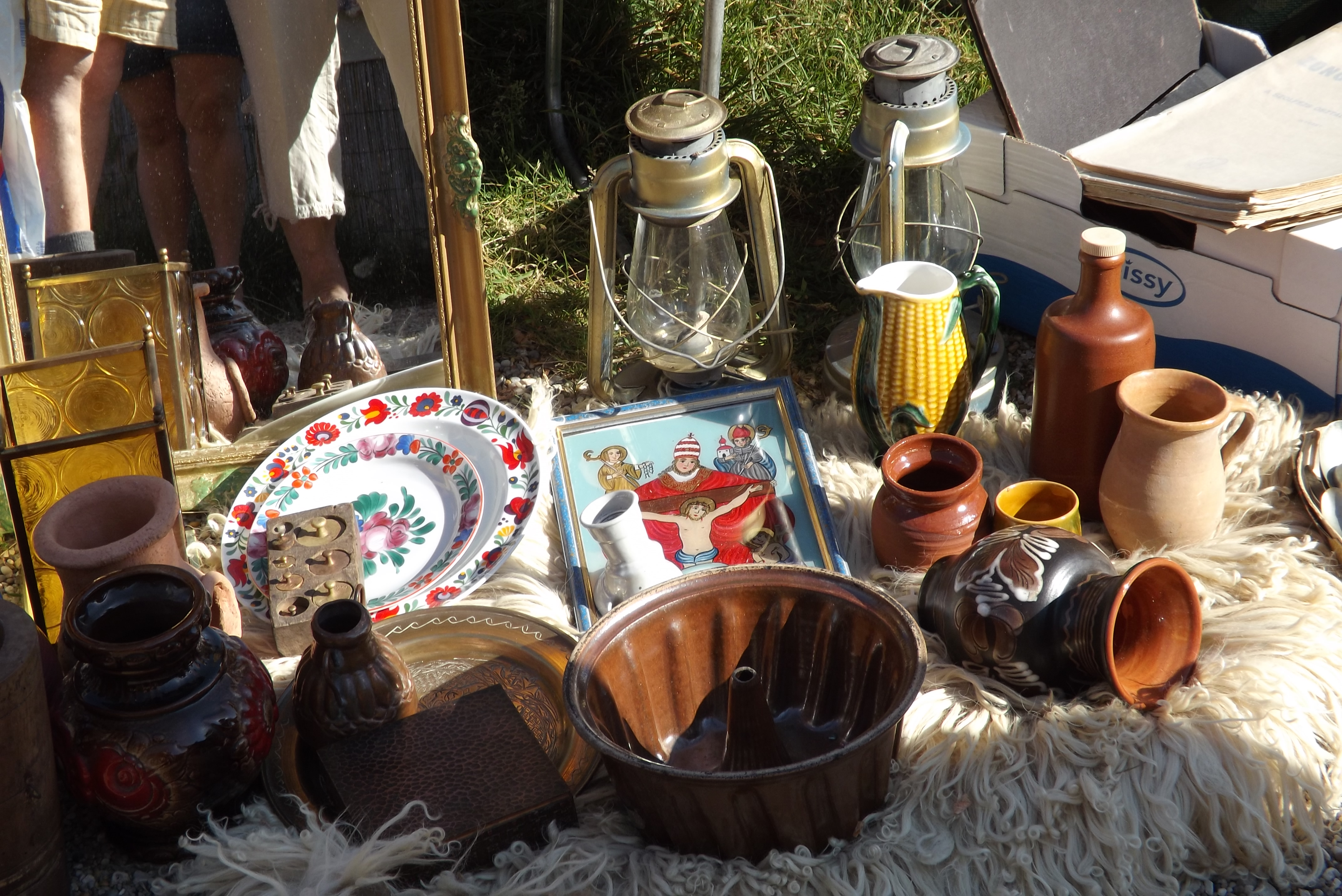
Termelői piac